# Mykoła Karpuk
Mykoła Karpuk (ukr. Микола Карпук; ur. 9 września 1982 r.) − ukraiński kulturysta.

## Życiorys
Ma starszego brata, Wiktora. Żonaty z Nataliją Karpuk (z domu Własową), także zajmującą się kulturystyką. Mieszka w Mikołajowie, gdzie pracuje jako trener osobisty.
Członek Ukraińskiej Federacji Kulturystyki i Fitnessu (UBPF). W 2007 roku startował w Pucharze Ukrainy w Kulturystyce, organizowanym przez federację FBBU (ФББУ); w kategorii wagowej do 80 kg zajął siódme miejsce. Rok później wziął udział w Mistrzostwach Ukrainy federacji NABBA, gdzie wywalczył srebrny medal wśród mężczyzn o wzroście nieprzekraczającym 172 cm. W kwietniu 2010 występował w trakcie dwóch zawodów: Pucharze Kijowa oraz Pucharze Ukrainy FBBU. Kijowskie rozgrywki przyniosły mu brąz w kategorii mężczyzn powyżej 85 kg. Podczas drugich zawodów zajął pierwsze miejsce na podium jako zawodnik do 90 kg. Rok 2011 przyniósł Karpukowi trzy zwycięstwa: w trakcie Pucharu Ukrainy FBBU (w kategorii mężczyzn do 90 kg), podczas Pucharu Kijowa (kategorie mężczyzn powyżej 85 kg oraz ogólna) oraz na zawodach Grand Prix "Hero" w Jasynuwacie (kategoria ogólna). W 2012 Karpuk wywalczył srebrny medal Mistrzostw Ukrainy FBBU w kategorii wagowej do 90 kg, a także uplasował się na czwartym miejscu w tej samej kategorii na Mistrzostwach Świata federacji IFBB. W 2013 w trakcie Mistrzostw Świata NAC International w Kulturystyce uhonorowano go złotem w kategorii mężczyzn do 179 cm wzrostu, a na Mistrzostwach Europy federacji WBPF − złotem w kategorii lekkociężkiej. Na zawodach  NAC International wystąpił także w kategorii par, wraz z małżonką; zajęli szóstą pozycję. W maju 2015 został Mistrzem Ukrainy w Kulturystyce w kategorii wagowej do 90 kg.

## Wymiary
- wzrost: 174 cm
- waga w sezonie zmagań sportowych: ok. 90 kg

## Osiągnięcia (wybór)
- 2007: Puchar Ukrainy w Kulturystyce, federacja FBBU, kategoria mężczyzn do 80 kg − VII m-ce
- 2008: Mistrzostwa Ukrainy w Kulturystyce, federacja NABBA, kategoria mężczyzn do 172 cm − II m-ce
- 2010: Puchar Kijowa w Kulturystyce, kategoria mężczyzn powyżej 85 kg − III m-ce
- 2010: Puchar Kijowa w Kulturystyce, kategoria ogólna − IV m-ce
- 2010: Puchar Ukrainy w Kulturystyce, federacja FBBU, kategoria mężczyzn do 90 kg − I m-ce
- 2010: Mistrzostwa Ukrainy w Kulturystyce, federacja FBBU, kategoria mężczyzn powyżej 90 kg − VI m-ce
- 2011: Puchar Kijowa w Kulturystyce, kategoria mężczyzn powyżej 85 kg − I m-ce
- 2011: Puchar Kijowa w Kulturystyce, kategoria ogólna − I m-ce
- 2011: Puchar Ukrainy w Kulturystyce, federacja FBBU, kategoria mężczyzn do 90 kg − I m-ce
- 2011: Grand Prix "Hero", kategoria ogólna − I m-ce
- 2011: Mistrzostwa Europy w Kulturystyce w Deblu, federacja IFBB, kategoria mężczyzn do 90 kg − III m-ce
- 2012: Mistrzostwa Ukrainy w Kulturystyce, federacja FBBU, kategoria mężczyzn do 90 kg − II m-ce
- 2012: Puchar Dniepru w Kulturystyce, kategoria ogólna − II m-ce
- 2012: Mistrzostwa Świata w Kulturystyce, federacja IFBB, kategoria mężczyzn do 90 kg − IV m-ce
- 2012: Puchar "Atlantic", kategoria ogólna − IV m-ce
- 2012: Mistrzostwa Świata w Kulturystyce, federacja WBPF, kategoria wagowa lekkociężka − IV m-ce
- 2013: Puchar Ukrainy w Kulturystyce, federacja UFBB/WABBA, kategoria ogólna − II m-ce
- 2013: Mistrzostwa Europy w Kulturystyce, federacja WBPF, kategoria wagowa ciężka − I m-ce
- 2014: Mistrzostwa Świata w Kulturystce, federacja NAC International, kategoria mężczyzn do 179 cm − I m-ce
- 2014: Mistrzostwa Świata w Kulturystce, federacja NAC International, kategoria par (w parze z Nataliją Własową) − VI m-ce
- 2015: Puchar Ukrainy w Kulturystyce, federacji UBPF, kategoria mężczyzn do 90 kg − I m-ce